# Gustave Vaëz

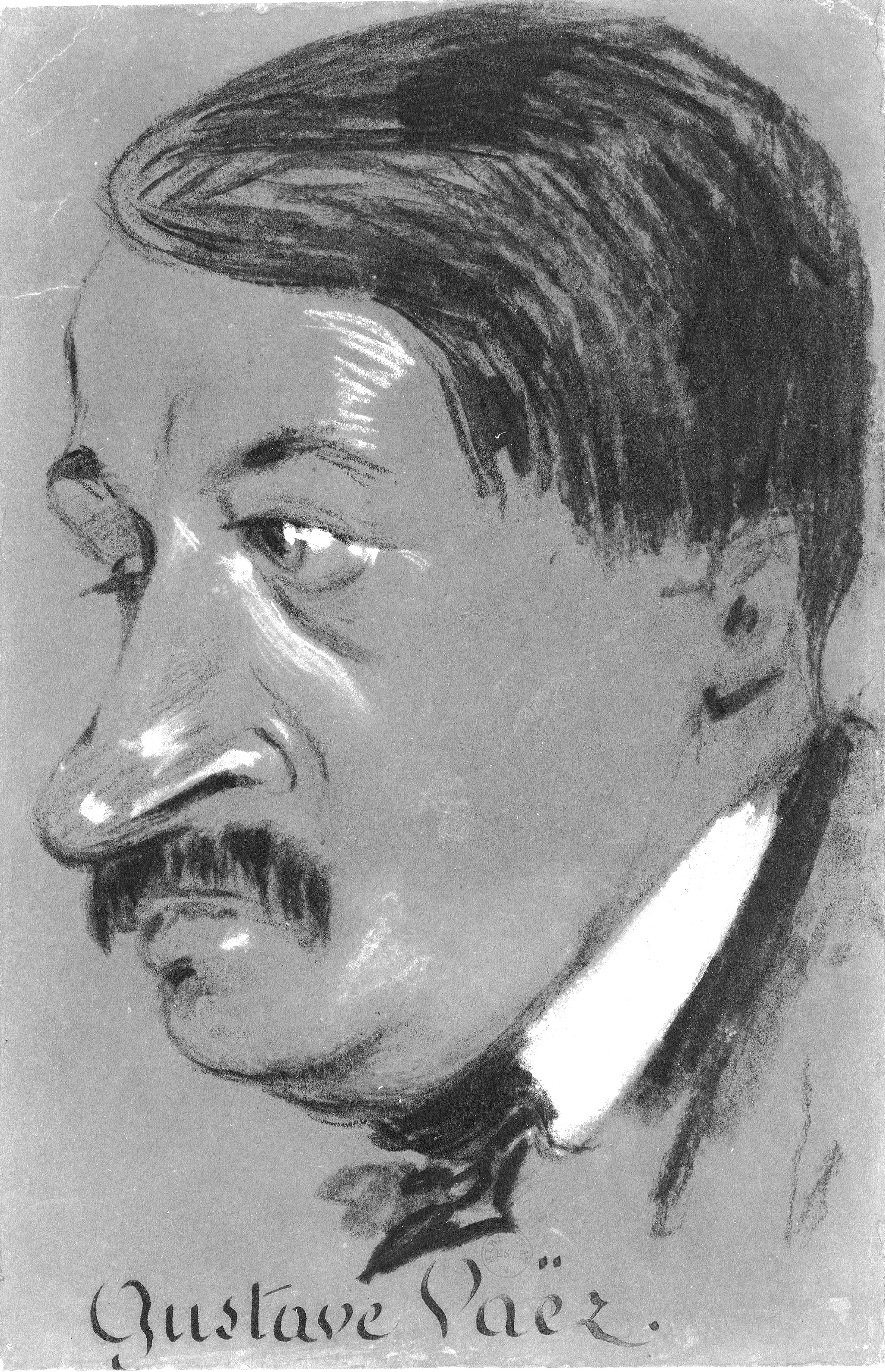
Caricatura di Vaëz di Nadar (anni 1850)

Gustave Vaëz (pseudonimo di Jean-Nicolas-Gustave Van Nieuwen-Huysen; Bruxelles, 6 dicembre 1812 – Parigi, 12 marzo 1862) è stato un librettista, drammaturgo e traduttore belga.

## Biografia
Studiò legge ed ottenne un dottorato all'Università statale di Lovanio. Poiché non aveva intenzione di fare l'avvocato, si dedicò alla carriera di drammaturgo pubblicando un ampio numero di lavori teatrali. Le sue prime opere vennero rappresentate a Bruxelles tra il 1829 e il 1834. Si trasferì quindi a Parigi dove instaurò una duratura collaborazione con il librettista Alphonse Royer.
Assieme scrissero o tradussero in francese libretti di opere quali Lucia di Lammermoor (1839), La favorita e Rita, ou Le mari battu di Gaetano Donizetti (1840), e Jérusalem di Giuseppe Verdi.

## Opere selezionate
- Mon parrain de Pontoise: comédie-vaudeville in un atto (1842)
- Mademoiselle Rose: comédie in tre atti (1943)
- Othello: opéra in tre atti (1844)
- Robert Bruce: opéra in tre atti (1847)
- Ne touchez pas à la reine: opéra in tre atti (1847)
- Les fantaisies de milord: comédie-vaudeville in un atto (1850)
- La dame de trèfle: vaudeville in un atto (1850)